# Palmeira (voetbalclub)
Grupo Desportivo Palmeira is een Kaapverdische voetbalclub. De club speelt in het voetbalkampioenschap van Sal (eilanddivisie), op Sal, waarvan de kampioen deelneemt aan het Kaapverdisch voetbalkampioenschap, de eindronde om de landstitel.

## Erelijst
- Voetbalkampioenschap van Sal

1984/85, 1999/00
- Superbeker van Sal

1999/00
- Openingstoernooi van Sal

2006/07
Académica · Académico do Aeroporto · Juventude · Palmeira · SC Santa Maria · SC Verdun